# Lógica default
A lógica default é uma lógica não-monotônica proposta por Raymon Reiter para formalizar o raciocínio com suposições defaults.
A lógica default pode expressar fatos como "por default, algo é verdadeiro"; por outro lado, a lógica clássica só pode expressar que algo é verdade ou que algo é falso.
Esse é um problema porque o raciocínio, em muitos casos, envolve fatos que são conhecidos como verdadeiros na maioria dos casos. Um exemplo clássico é: "pássaros tipicamente voam". Essa regra pode ser expressada na lógica clássica ou por "todos os pássaros voam", o que é inconsistente com o fato de que pinguins não voam, ou por "todos os pássaros que não são pinguins e não são avestruzes e... voam", o que requere todas as exceções das regras à ser especificadas. Lógica Default tenta formalizar regras de inferência como esta sem mencionar explicitamente todas suas exceções.

## Sintaxe da Lógica Default
Uma teoria Default é um par {\displaystyle \langle W,D\rangle }. {\displaystyle W} é um conjunto de fórmulas lógicas, chamado de a teoria de fundo, que formaliza os fatos que são conhecidos com certeza. {\displaystyle D} é um conjunto de regras defaults, cada uma do seguinte formato:
{\displaystyle {\frac {{\text{Pré-Requisito: Justificativa}}_{1},\dots ,{\text{Justificativa}}_{n}}{\text{Conclusão}}}}
De acordo com esse default, acreditamos que {\displaystyle {\text{Pré-Requisito}}} é verdade, e que cada uma de {\displaystyle Justificativa_{i}} é consistente com nossa crença atual, então somos levados à acreditar que {\displaystyle {\text{Conclusão}}} é verdade.
As fórmulas lógicas em {\displaystyle W} e todas as fórmulas em um default são originalmente supostas como fórmulas de lógica de primeira ordem, mas elas podem ser fórmulas em uma lógica formal arbitrária. O caso no qual elas são fórmulas em lógica proposicional é um dos mais estudados.

## Exemplos
A regra Default "pássaros tipicamente voam" é formalizada pelo seguinte Default:
{\displaystyle D=\left\{{\frac {Bird(X):Flies(X)}{Flies(X)}}\right\}}
Essa regra significa que, se {\displaystyle X} é um pássaro, e pode se assumir que ele voa, então podemos concluir que X voa. A teoria de fundo contendo alguns fa(c)tos sobre pássaros é a seguinte:
{\displaystyle W=\{Bird(Condor),Bird(Pinguim),\neg Flies(Pinguim),Flies(Abelha)\}}.
De acordo com essa regra default, um condor voa porque o pré-requisito {\displaystyle Bird(Condor)} é verdade e a justificativa {\displaystyle Flies(Condor)} não é inconsistente com e que sabemos até agora. Contrariamente, {\displaystyle Bird(Pinguim)} não permite que concluamos {\displaystyle Flies(Pinguim)}: mesmo que o prérequisito do default {\displaystyle Bird(Pinguim)} seja verdade, a justificativa {\displaystyle Flies(Pinguim)} é inconsistente com o que é conhecido.
Dessa teoria de fundo e desse default, {\displaystyle Bird(Abelha)} não pode ser concluido porque a regra default permite apenas derivar {\displaystyle Flies(X)} de {\displaystyle Bird(X)}, mas não o contrário. Derivar os antecedentes de uma regra de inferência de suas consequências é uma forma de explicar as consequências e o objetivo do raciocínio abdutivo.
Uma suposição default comum é que aquilo que não é conhecido como verdade é acreditado como falso. Isso é conhecido como a suposição de mundo fechado, e é formalizada na lógica default usando um default como o seguinte para todo o fa(c)to {\displaystyle F}.
{\displaystyle {\frac {:{\neg }F}{{\neg }F}}}
Por exemplo, a linguagem de programação Prolog usa um tipo de suposição default quando trabalhando com negação: se uma atômica negada não pode ser provada verdadeira, então é assumida como falsa.
Nota-se, porém, que Prolog usa a tão chamada negação como falha: quando o interpretador tem que valorar a atômica {\displaystyle \neg F}, ele tenta provar que {\displaystyle F} é verdade, e concluir que {\displaystyle \neg F} é verdade caso falha. Na lógica default , pelo contrário, um default contendo {\displaystyle \neg F} como justificativa só pode ser aplicado se {\displaystyle \neg F} é consistente com o conhecimento atual.

### Restrições
Um default é categórico ou livre de pré-requisitos se não tem pré-requisitos (ou, equivalente, seu pré-requisito [e tautológico). Um default é normal se tem apenas uma justificativa que é equivalente à sua conclusão. Um default é super normal se é tanto categórico como normal. Um default é seminormal, se todas suas justificativas acarretam sua conclusão. Uma teoria default é chamada categórica, normal, super normal ou seminormal, se todos os defaults contidos são categóricos, normais, super normais ou seminormais, respectivamente.

## Semântica da lógica default
Uma regra default pode ser aplicada à uma teoria se seu pré-requisito é acarretado pela teoria e suas justificativas são todas consistentes com a teoria. A aplicação de uma regra default leva à adição de sua consequência para a teoria. Outras regras defaults podem então ser aplicadas à teoria resultante. Quando a teoria está em um estado em que nenhum outro default pode ser aplicado, a teoria é chamado uma extensão da teoria default. As regras defaults podem ser aplicadas em ordem diferentes, e isso pode levar à diferentes extensões. O exemplo do diamante de Nixon é uma teoria default com duas extensões:
{\displaystyle \left\langle \left\{{\frac {Republicano(X):\neg Pacifista(X)}{\neg Pacifista(X)}},{\frac {Quacre(X):Pacifista(X)}{Pacifista(X)}}\right\},\left\{Republicano(Nixon),Quacre(Nixon)\right\}\right\rangle }
Como Nixon é tanto um republicano quanto um Quacre, os dois defaults podem ser aplicados. Porém, aplicar o primeiro default leva à conclusão que Nixon não é pacifista, o que torna o segundo default não-aplicável. Do mesmo modo, aplicando primeiramente o segundo default obtemos que Nixon é um pacifista, fazendo o primeiro default não aplicável. Essa particular teoria default  então tem duas extensões, uma em que {\displaystyle Pacifist(Nixon)} é verdadeira, e uma na qual {\displaystyle Pacifist(Nixon)} é falsa.
As semânticas originais da lógica default são baseadas no ponto fixo de uma função. O seguinte é uma definição algorítmica equivalente. Se um default contém fórmulas com variáveis livres, ele é considerado como representação do conjunto de todos os defaults obtidos dando um valor para todas essas variáveis. Um default {\displaystyle {\frac {\alpha :\beta _{1},\ldots ,\beta _{n}}{\gamma }}} é aplicável à teoria proposicional {\displaystyle T} se {\displaystyle T\models \alpha } e todas as teorias {\displaystyle T\cup \{\beta _{i}\}} são consistentes. A aplicação desse default em {\displaystyle T} Leva à teoria {\displaystyle T\cup \{\gamma \}}. Uma extensão pode ser criada aplicando-se o algoritmo a seguir:
```
T=W           /* teoria atual */
A=0           /* conjunto de defaults aplicados até agora */

 

              /* aplica uma sequência de defaults */
enquanto existe um default p que não está em A e é aplicável à T
  adiciona a consequência de p em T
  adiciona p em A

 

              /* verificação de consistência */
se
  para todo default p em A
    T é consistente com todas as justificativas de p
então
  saída T
```

Esse algoritmo é não-determinístico, já que vários outros defaults podem ser aplicados à uma dada teoria {\displaystyle T}. No exemplo do diamante de Nixon, a aplicação do primeiro default leva à uma teoria em que o segundo default não é aplicável e vice-versa. Como resultado, as duas extensões são criadas, uma na qual Nixon é pacifista e uma na qual Nixon não é pacifista.
A verificação final de consistências das justificativas de todos os defaults que foram aplicados implica que algumas teorias não tem nenhuma extensão. Em particular, isso acontece quando a verificação falha para toda sequência possível de defaults aplicados. A teoria default a seguir não tem extensão:
{\displaystyle \left\langle \left\{{\frac {:A(b)}{\neg A(b)}}\right\},\emptyset \right\rangle }
Como {\displaystyle A(b)} é consistente com a teoria de fundo, o default pode ser aplicado, levando à conclusão de que {\displaystyle A(b)} é falsa. Esse resultado porém enfraquece a suposição que foi feita para a aplicação do primeiro default. Consequentemente, a teoria não tem extensões.
Em uma teoria padrão normal, todos os defaults são normais: cada default tem a forma {\displaystyle {\frac {\phi :\psi }{\psi }}}. Uma teoria default normal é garantida à ter pelo menos uma extensão. Além disso, as extensões de uma teoria normal default são mutalmente inconsistentes, i.e, inconsistente uma com as outras.

### Acarretamento
Uma teoria default pode ter zero, uma ou mais extensões. Acarretamento de uma fórmula de uma teoria default pode ser definido de duas maneiras:
Céticoa fórmula é acarretada por uma teoria default se é acarretada por todas suas extensões;
Crédulaa fórmula é acarretada por uma teoria default se é acarretada por pelo menos uma de suas extensões.
Então, o exemplo do diamante de Nixon tem duas extensões, uma na qual Nixon é pacifista e uma na qual ele não é pacifista. Consequentemente, nem {\displaystyle Pacifist(Nixon)} nem {\displaystyle \neg Pacifist(Nixon)} são ceticamente acarretadas, enquanto ambas são credulamente acarretadas. Como esse exemplo mostra, as consequências crédulas de uma teoria default podem ser inconsistentes uma com as outras.

### Regras de Inferência Default Alternativas
As seguintes regras de inferência default alternativas são todas baseadas na mesma sintaxe do sistema original.
Justificadasdiferem do original no fa(c)to de que um default não é aplicada se assim o conjunto {\displaystyle T} fica inconsistente com a justificativa de um default aplicado;
Concisasum default é aplicado apenas se sua consequência não já é acarretada por {\displaystyle T} (a definição exata é mais complicada que essa; isso é apenas a ideia principal por trás do conceito);
Restringidaum default é aplicado apenas se o conjunto composto da teoria de fundo, as justificativas de todos os defaults já aplicados, e as consequências de todos os defaults já aplicados (incluindo este) é consistente;
Racionalsimilar à lógica default restringida, mas a consequência do default à ser adicionado não é considerado na verificação da consistência;
Cautelosodefaults que podem ser aplicados mas são conflitantes um com o outro (como aqueles no exemplo do diamante de Nixon) não são aplicados.
As versões justificadas e restringidas da regra de inferência garantem pelo menos uma extensão para toda teoria default.

## Variantes da lógica default
As seguintes variantes da lógica default diferem da original tanto em sintaxe quanto semântica.
Variantes assertivasUma assertiva é um par {\displaystyle \langle p:\{r_{1},\ldots ,r_{n}\}\rangle } composto de uma fórmula e um conjunto de fórmulas. Tal par indica que {\displaystyle p} é verdade enquanto as fórmulas {\displaystyle r_{1},\ldots ,r_{n}} tem sido assumidas consistentes para provar que {\displaystyle p} é verdade. Uma teoria default assertiva é composta de uma teoria assertiva (um conjunto de fórmulas assertivas) chamada de teoria de fundo e um conjunto de defaults definidos na sintaxe original. Quando um default é aplicado à uma teoria assertiva, o par composto de sua consequência e seu conjunto de justificativas é adicionado à teoria. As semânticas a seguir usam teorias assertivas:
- Lógica default acumulativa
- Lógica default comprometidas à suposições.
- Lógica quase-default

Extensões fracasem vez de checar se as pré-condições são válidas na teoria composta da teorai de fundo e das consequências dos defaults aplicados, as pré-condições são verificadas por validade na extensão que será gerada; em outras palavras, o algoritmo para gerar extensões começa adivinhando uma teoria e a usando no lugar da teoria de fundo; o que resulta deste processo de geração de extensão é na verdade uma extensão apenas se é equivalente à teoria adivinhada no começo. Essa variante da lógica default é relacionada ao principio da lógica autoepistêmica, onde uma teoria {\displaystyle \Box x\rightarrow x} tem o modelo no qual {\displaystyle x} é verdade apenas porque, assumindo {\displaystyle \Box x} como verdade, a fórmula {\displaystyle \Box x\rightarrow x} apoia a suposição inicial.
Lógica default disjuntivaa consequência de um default é um conjunto de fórmulas em vez de uma fórmula só. Quando o default é aplicado, pelo menos uma de suas consequências é não-deterministicamente escolhida e valorada como verdade.
Prioridade em defaultsa prioridade relativa de defaults pode ser explicitamente especificada; junto dos defaults que são aplicáveis à uma teoria, apenas um dos mais preferidos podem ser aplicados. Algumas semânticas de lógica default não requerem que prioridades sejam explicitamente especificadas; então, defaults mais específicos (aqueles que são aplicáveis em menos casos) são preferidos do que defaults menos específicos.
Variante estatísticaum default estatístico é um default com um limite superior anexado à sua frequência de erro; em outras palavras, o default é assumido como uma regra de inferência incorreta em no máximo aquela fração de vezes na qual ele é aplicado.

## Traduções
Teorias defaults podem ser traduzidas em teorias de outras lógicas e vice-versa. As condições de traduções a seguir tem sido consideradas:
Preservação de Consequênciaa teoria original e a traduzida tem a mesma (proposicional) consequência;
Fielessa condição só faz sentido quando traduzindo entre duas variantes da lógica default ou entre lógica default e uma lógica na qual um conceito similar de extensão existe, como modelos na lógica modal; uma tradução é fiel se existe um mapeamento (tipicamente uma bijeção) entre as extensões (ou modelos) das teorias original e traduzida.
Modularuma tradução de uma lógica default para alguma outra lógica é modular se os defaults e a teoria de fundo podem ser traduzidas separadamente; além disso, a adição de fórmulas a teoria de fundo apneas leva à adição de novas fórmulas ao resultado da tradução;
Mesmo-Alfabetoa teoria original e a traduzida usam o mesmo alfabeto de símbolos.
Polinomialo tempo de execução da tradução ou o tamanho da teoria gerada devem ser polinomiais no tamanho da teoria original.
Traduções tem tipicamente o requisito de serem fiéis ou pelo
menos de preservar a consequência, enquanto as condições de
modularidade e mesmo alfabeto são às vezes ignoradas.
Características sobre tradução entre lógica default proposicional
e as seguintes lógicas tem sido estudadas:
- lógica clássica proposicional;
- lógica auto epistêmica;
- lógica default proposicional restringida à teorias seminormais;
- semânticas alternativas da lógica default;
- circunscrição.

Traduções existem ou não dependendo de quais condições são impostas. Traduções da lógica default proposicional para a lógica clássica proposicional nem sempre podem gerar uma teoria proposicional polinomial, a não ser que a hierarquia polinomial seja descartada. Traduções para a lógica auto epistêmica existem ou não dependendo se modularidade ou o uso do mesmo alfabeto são necessários.

## Complexidade
A complexidade computacional dos seguintes problemas sobre lógica default são conhecidas:
Existência de extensõesdecidir se uma teoria default proposicional tem pelo menos uma extensão é {\displaystyle \Sigma _{2}^{P}}-completo;
Acarretamento Céticodecidir se uma teoria default proposicional ceticamente acarreta uma fórmula proposicional é {\displaystyle \Pi _{2}^{P}}-completo;
Acarretamento Crédulodecidir se uma teoria default proposicional credulamente acarreta uma fórmula proposicional é {\displaystyle \Sigma _{2}^{P}}-completo;
Verificação de Extensãodecidir se uma fórmula proposicional é equivalente à uma extensão de uma teoria default proposicional é {\displaystyle \Delta _{2}^{P[log]}}-completo;
Verificação de Modelodecidir se uma interpretação proposicional é um modelo de uma extensão de uma teoria default proposicional é {\displaystyle \Sigma _{2}^{P}}-completo.

## Implementações
Três sistemas que implementam lógica default são
DeReS[ligação inativa], XRay e GADeL